# XXVII з'їзд КПУ
XXVII з'їзд КПУ — з'їзд Комуністичної партії України, що відбувся в Києві 5—8 лютого 1986 року.
У роботі з'їзду взяли участь 2384 делегати, які представляли 3 188 854 комуністів.

## Порядок денний з'їзду
1. Звіт ЦК КПУ (доповідач Щербицький Володимир Васильович).
2. Звіт Ревізійної комісії КПУ (доповідач Олененко Юрій Олександрович).
3. Про проект нової редакції Програми КПРС.
4. Про проект змін у Статуті КПРС.
5. Про проект ЦК КПРС до XXVII з'їзду КПРС «Основні напрямки економічного і соціального розвитку СРСР на 1986—1990 роки і на період до 2000 року» (доповідач Ляшко Олександр Павлович).
6. Вибори керівних органів КПУ.

Обрано Центральний комітет у складі 209 членів і 93 кандидатів у члени ЦК, Ревізійну комісію у складі 61 особи.

### Члени ЦК КПУ
- Алімов Анатолій Андрійович
- Анадимб Єлизавета Ісаївна
- Апринцева Валентина Іванівна
- Арапов Віталій Федорович
- Афонін Борис Олексійович
- Бабич Юрій Петрович
- Бабичев Федір Семенович
- Багров Микола Васильович
- Балабуєв Петро Васильович
- Бандровський Генріх Йосипович
- Бахтін Юрій Георгійович
- Беліков Валерій Олександрович
- Береза Галина Сергіївна
- Біблик Валентин Васильович
- Богданов Григорій Олександрович
- Бойко Віктор Григорович
- Бойко Костянтин Петрович
- Борисовський Володимир Захарович
- Ботвин Олександр Платонович
- Бугаєць Анатолій Олександрович
- Бушма Іван Іванович
- Ванат Петро Михайлович
- Вільчинський Володимир Тадейович
- Воденіктов Іван Георгійович
- Врублевський Віталій Костянтинович
- Гаврилова Тетяна Андріївна
- Гайовий Володимир Максимович
- Галкін Дмитро Прохорович
- Герасимов Іван Олександрович
- Герус Лідія Іванівна
- Гіренко Андрій Миколайович
- Гіталов Олександр Васильович
- Гладкий Сергій Федорович
- Гладуш Іван Дмитрович
- Голуб Петро Іванович
- Гончар Олесь Терентійович
- Гончаренко Борис Трохимович
- Горяшко Олексій Маркіянович
- Гречко Борис Олександрович
- Гриценко Дмитро Спиридонович
- Грінцов Іван Григорович
- Грущенко Іван Павлович
- Гуренко Станіслав Іванович
- Гуров Микола Олексійович
- Дем'янов Володимир Васильович
- Денисенко Григорій Іванович
- Дзісь Георгій Васильович
- Дикусаров Володимир Григорович
- Добрик Віктор Федорович
- Євсюков В'ячеслав Володимирович
- Євтушенко Василь Мусійович
- Єлагін Олександр Сидорович
- Єльченко Юрій Никифорович
- Єсипенко Павло Євменович
- Желіба Володимир Іванович
- Забродський Юрій Євгенович
- Загребельний Павло Архипович
- Задоя Микола Кузьмич
- Зверєв Рід Петрович
- Згурський Валентин Арсентійович
- Злобін Геннадій Карпович
- Золотарьов Анатолій Петрович
- Іванов Юрій Петрович
- Івашко Володимир Антонович
- Ігнатов Володимир Григорович
- Ільїн Віктор Іванович
- Ісаханов Ігор Миколайович
- Кавун Василь Михайлович
- Калантай Іван Федорович
- Карпенко Анатолій Миколайович
- Кафтанов Віталій Васильович
- Качаловський Євген Вікторович
- Качура Борис Васильович
- Киричко Ольга Григорівна
- Кирпенко Микола Іванович
- Коверець Віктор Петрович
- Козерук Василь Петрович
- Коломієць Юрій Панасович
- Кондуфор Юрій Юрійович
- Корж Валентина Іванівна
- Корнієнко Анатолій Іванович
- Костенко Віталій Олексійович
- Костін Іван Дмитрович
- Косяк Юрій Федорович
- Котлюба Микола Уварович
- Кравець Володимир Олексійович
- Кравчук Леонід Макарович
- Криворучко Леонтій Леонтійович
- Крючков Василь Дмитрович
- Кунда Євген Васильович
- Кучеренко Віктор Григорович
- Кучма Леонід Данилович
- Лимар Любов Петрівна
- Лукінов Іван Іларіонович
- Лутак Іван Кіндратович
- Ляхов Іван Андрійович
- Ляшко Олександр Павлович
- Макаренко Віктор Сергійович
- Макаров Олександр Максимович
- Макаров Юрій Іванович
- Макарцов Олександр Павлович
- Малашин Анатолій Максимович
- Мартинюк Станіслав Михайлович
- Масельський Олександр Степанович
- Масик Костянтин Іванович
- Масол Віталій Андрійович
- Махлай Володимир Олександрович
- Мацегора Євген Олександрович
- Мерзленко Альберт Васильович
- Меркулов Анатолій Всеволодович
- Мироненко Віктор Іванович
- Миронов Василь Петрович
- Мисниченко Владислав Петрович
- Мігдєєв Олександр Васильович
- Мозговий Іван Олексійович
- Моргун Федір Трохимович
- Москальков Петро Іванович
- Мостовий Павло Іванович
- Мусієнко Петро Кирилович
- Муха Степан Нестерович
- Недашковський Дмитро Григорович
- Нехаєвський Аркадій Петрович
- Нівалов Микола Миколайович
- Нікіфоров Леонард Львович
- Ніколаєв Микола Федорович
- Носов Костянтин Григорович
- Ночовкін Анатолій Петрович
- Олененко Юрій Олександрович
- Омельченко Микола Григорович
- Орлик Марія Андріївна
- Осипенко Петро Григорович
- Осипов Володимир Васильович
- Павлова Валентина Олександрівна
- Панасенко Тарас Іванович
- Панікарський Костянтин Іванович
- Пантелеєв Микола Олексійович
- Парамонов Володимир Микитович
- Пархоменко Володимир Дмитрович
- Патон Борис Євгенович
- Пащенко Андрій Якович
- Пелих Олександр Дмитрович
- Перелома Віталій Олександрович
- Перепадя Михайло Григорович
- Пивоваров В'ячеслав В'ячеславович
- Пилипенко Анатолій Григорович
- Підстригач Ярослав Степанович
- Пічужкін Михайло Сергійович
- Площенко Володимир Дмитрович
- Плющ Іван Степанович
- Погребняк Яків Петрович
- Попов Валентин Петрович
- Попов Микола Михайлович
- Попов Петро Іванович
- Походня Ігор Костянтинович
- Приймак Андрій Іванович
- Продан Костянтин Костянтинович
- Проценко Діна Йосипівна
- Ревенко Григорій Іванович
- Рєзнік Василь Васильович
- Романенко Анатолій Юхимович
- Рощупкін Олександр Мефодійович
- Руденко Олег Степанович
- Рудич Фелікс Михайлович
- Рязанцев Микола Карпович
- Сазонов Анатолій Павлович
- Сало Василь Прокопович
- Самілик Микола Гнатович
- Святоцький Василь Олександрович
- Сергєєв Володимир Григорович
- Ситник Василь Васильович
- Ситник Віктор Петрович
- Ситник Костянтин Меркурійович
- Сіробаба Володимир Якович
- Скляров Віталій Федорович
- Скопенко Віктор Васильович
- Смолянніков Олексій Петрович
- Снігірьов Микола Михайлович
- Сологуб Віталій Олексійович
- Сотниченко Віра Григорівна
- Статінов Анатолій Сергійович
- Стежко Станіслав Андрійович
- Страшок Ольга Анатоліївна
- Стрельченко Іван Іванович
- Стус Володимир Іванович
- Сургай Микола Сафонович
- Таряник Віра Михайлівна
- Темний Василь Федорович
- Титаренко Олексій Антонович
- Ткаченко Олександр Миколайович
- Ткачук Григорій Іванович
- Трефілов Віктор Іванович
- Турнус Орест Григорович
- Федоров Олексій Федорович
- Фокін Вітольд Павлович
- Фоменко Михайло Володимирович
- Харченко Григорій Петрович
- Харченко Іван Петрович
- Хірний Костянтин Васильович
- Хронопуло Михайло Миколайович
- Чербаєв Віктор Іванович
- Чумак Аркадій Степанович
- Чунихін Олексій Олексійович
- Шараєв Леонід Гаврилович
- Швець Валентин Родіонович
- Шевченко Валентина Семенівна
- Шматольян Іван Іванович
- Щербина Віктор Петрович
- Щербицький Володимир Васильович
- Юрчук Василь Ісакович

### Кандидати в члени ЦК КПУ
- Алекса Микола Тимофійович
- Астров-Шумілов Геннадій Костянтинович
- Балашова Валентина Адамівна
- Боделан Руслан Борисович
- Бондар Юрій Олександрович
- Бурлай Володимир Сергійович
- Бут Юрій Григорович
- Вінник Анатолій Якович
- Волков Павло Порфирович
- Вороненко Михайло Степанович
- Гавриленко Микола Мефодійович
- Галкін Павло Миколайович
- Гладуш Віктор Дмитрович
- Горбик Ольга Федорівна
- Гордієнко Олексій Федорович
- Гранат Богдан Михайлович
- Грінченко Анатолій Гаврилович
- Грінченко Геннадій Михайлович
- Дорошенко Віталій Панасович
- Драголюнцев Анатолій Дмитрович
- Євтушенко Світлана Сергіївна
- Зерницький Володимир Петрович
- Зоненко Андрій Тимофійович
- Іваненко Борис Васильович
- Кадацький Євген Михайлович
- Касьяненко Олег Якович
- Кирей Михайло Ілліч
- Кириченко Борис Йосипович
- Киркач Микола Федорович
- Кирюшин Володимир Андрійович
- Ковалевський Анатолій Михайлович
- Коваль Микола Гурійович
- Ковальчук Зиновій Степанович
- Кожушко Олександр Михайлович
- Кондратюк Олександра Пилипівна
- Корнєва Світлана Іванівна
- Коробко Борис Іванович
- Кузенін Станіслав Петрович
- Левчук Тимофій Васильович
- Лисицин Віктор Опанасович
- Литвиненко Сергій Васильович
- Лобов Микола Васильович
- Ложовська Зінаїда Яківна
- Мармазов Євген Васильович
- Марченко Олександр Гнатович
- Махов Євген Миколайович
- Мироненко Олександр Андрійович
- Михалевич Володимир Сергійович
- М'якота Олексій Сергійович
- Мяловицький Анатолій Володимирович
- Некрасов Владилен Петрович
- Окопний Степан Георгійович
- Олійник Борис Ілліч
- Олійник Борис Степанович
- Оснач Василь Павлович
- Острожинський Валентин Євгенович
- Охмакевич Микола Федорович
- Палажченко Леонід Іванович
- Печеров Андрій Васильович
- Плеханов Валентин Пилипович
- Повєткін В'ячеслав Панасович
- Поперняк Анатолій Никифорович
- Посторонко Іван Григорович
- Ротар Анатолій Федорович
- Рубан Петро Павлович
- Руднєв Анатолій Юхимович
- Ружицький Олександр Антонович
- Савченко Анатолій Петрович
- Сандуляк Микола Мілітович
- Секретарюк В'ячеслав Васильович
- Сергєєв Микола Миколайович
- Сечняк Лев Костянтинович
- Сіроштан Василь Федорович
- Скоромнюк Михайло Олексійович
- Сливко Руслан Васильович
- Стадник Ганна Марківна
- Старунський Володимир Гордійович
- Степасюк Любов Георгіївна
- Ткач Василь Миколайович
- Філоненко Віктор Лазарович
- Хоменко Микола Григорович
- Хомич Анатолій Захарович
- Хондожко Надія Миколаївна
- Цибух Валерій Іванович
- Череп Валерій Іванович
- Черкащенко Володимир Дмитрович
- Чулаков Євген Родіонович
- Шептун Валентин Миколайович
- Шинкарук Володимир Іларіонович
- Шуляк Ольга Іванівна
- Ямчинський Василь Миколайович
- Янтолик Марія Василівна
- Ященко Дмитро Данилович

### Члени Ревізійної комісії
- Бандуровський Дмитро Казимирович
- Булига Іван Артемович
- Венгловська Ванда Сергіївна
- Волков Олександр Петрович
- Волошина Світлана Василівна
- Воробйов Микола Федорович
- Гончар Людмила Іванівна
- Гончаров Леонід Михайлович
- Горяїнов Олексій Іванович
- Грабін Володимир Володимирович
- Гришко Зінаїда Михайлівна
- Дима Микола Федорович
- Дубенков Геннадій Олексійович
- Желудковський Вікентій Олександрович
- Зайвий Петро Якович
- Захаренко Олександр Антонович
- Захарчук Олексій Васильович
- Звір Ганна Степанівна
- Зелінська Марія Василівна
- Казмірук Віталій Йосипович
- Ківа Олександр Юхимович
- Ковінько Анатолій Іванович
- Котков Василь Павлович
- Котляр Олег Іванович
- Крячун Андрій Васильович
- Куликович Олександр Миколайович
- Кушнеренко Михайло Михайлович
- Кушнірова Сталіна Дмитрівна
- Лавренко Яків Миронович
- Ліщина Богдан Миколайович
- Лук'яненко Олександра Михайлівна
- Маломуж Володимир Григорович
- Мельников Олександр Тихонович
- Настюк Михайло Миколайович
- Негерей Ніна Петрівна
- Несвіт Володимир Васильович
- Новацька Ніна Нестерівна
- Обозний Микола Петрович
- Осьмерик Володимир Федорович
- Павлюк Вадим Антонович
- Попов Віктор Васильович
- Попович Олександр Сергійович
- Прудніков Віктор Олексійович
- Родіонов Михайло Кузьмич
- Сабадаш Ніна Степанівна
- Сбитнєв Анатолій Митрофанович
- Сизий Микола Гнатович
- Сподаренко Іван Васильович
- Стадниченко Володимир Якович
- Тисліцька Стефанія Антонівна
- Титов Георгій Георгійович
- Усатенко Галина Дмитрівна
- Федоренко Євген Олексійович
- Чайковський В'ячеслав Федорович
- Шалан Омелян Андрійович
- Шаповал Володимир Никифорович
- Шевченко Володимир Антонович
- Шевченко Олександр Тихонович
- Шибик Микола Олександрович
- Шлепаков Арнольд Миколайович
- Юхно Євген Іванович

## Зміни складу ЦК у період між з'їздами
10 жовтня 1988 року на Пленумі ЦК КПУ переведені з кандидатів у члени ЦК КПУ Вінник Анатолій Якович та Цибух Валерій Іванович.